# Rhytidoponera tenuis
Rhytidoponera tenuis is een mierensoort uit de onderfamilie van de Ectatomminae. De wetenschappelijke naam van de soort is voor het eerst geldig gepubliceerd in 1900 door Forel.